# 로터스 87

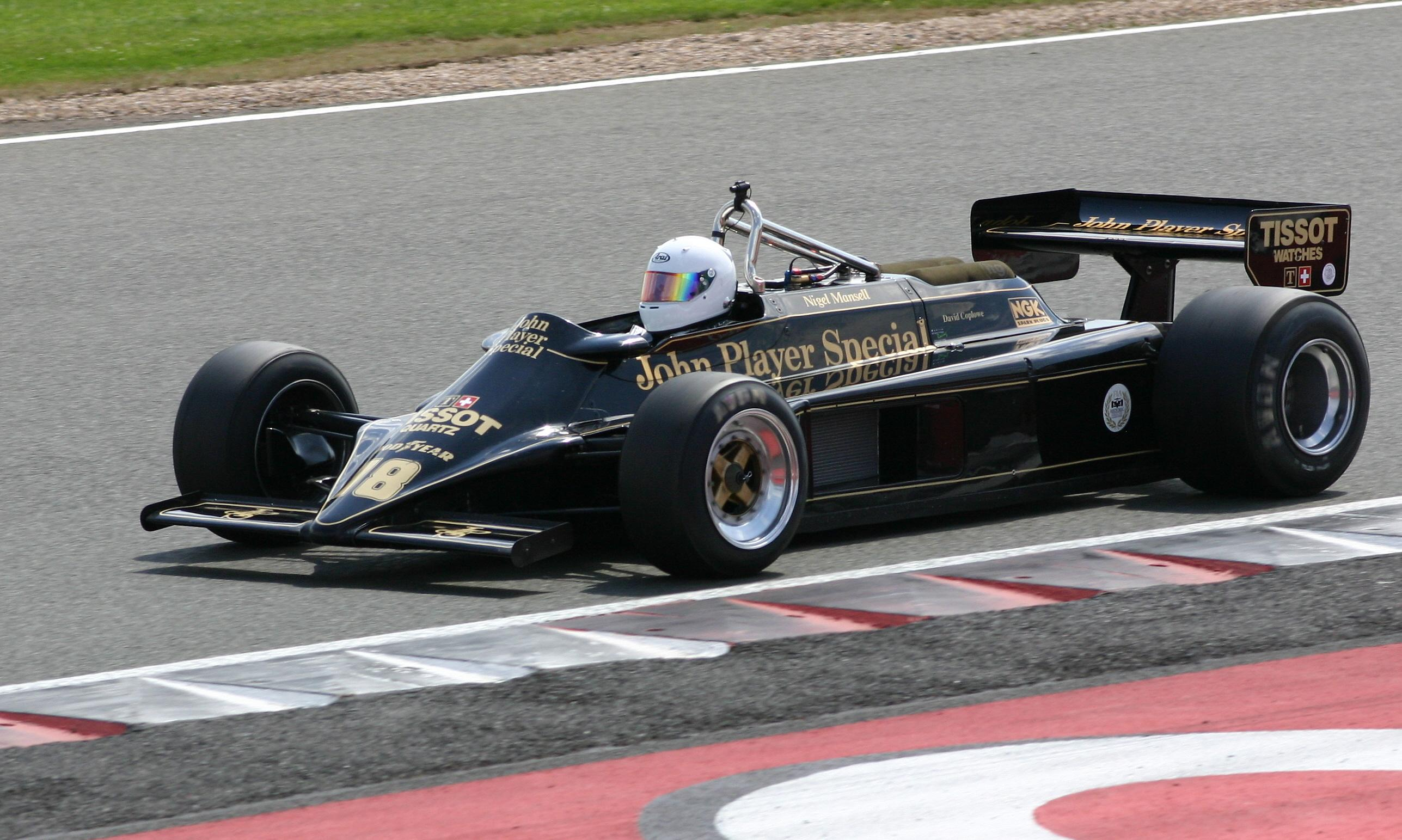

로터스 87(Lotus 87)은 팀 로터스가 1981 포뮬러 원 시즌 후반부와 1982 시즌 첫 경기에 사용했던 포뮬러 원 경주용 자동차이다.

## 디자인 및 개발
이 차량은 이탈리아인 엘리오 데 안젤리스와 미래의 세계 챔피언 나이절 만셀이 운전했으며, 로터스의 그라운드 이펙트 차량 개발에 있어 또 다른 진전이었다. 이전 모델인 로터스 81은 지배적이었던 윌리엄스 FW07에 비해 차체가 충분히 견고하지 않다는 문제가 있었다. 따라서 로터스는 탄소섬유로 제작되고 케블라 시트로 보강된 새로운 차체를 도입했다. 팀은 탄소섬유만으로는 차체에 필요한 안정성을 제공하기에 충분하지 않다고 생각했기 때문이다. 존 바너드가 설계한 맥라렌 MP4/1이 증명했듯이, 이는 오판이었다.
이 차체는 원래 야심찬 이중 차체 로터스 88을 위해 계획되었으나, 차량이 불법화된 후 급히 보수되어 보다 보수적인 87이 되었다.

## 레이싱 역사
이 차량은 승리를 다투기에는 경쟁력이 충분하지 않았지만, 드라이버들은 몇 점을 얻는 데 성공했다.
르노와 페라리의 새로운 터보차저 엔진이 더 안정적이게 되면서, 이 차량은 여전히 너무 무거운 것으로 판명되었고 1982년 개막전을 위해 더 가벼운 87B 사양으로 교체되었다. 이후 로터스 91로 완전히 대체되었으며, 이 차량은 브라질에서의 첫 출전에서 포디엄을 기록하며 더 경쟁력 있는 모습을 보였다.

## 포뮬러 원 월드 챔피언십 결과
(범례)
| 연도 | 참가팀                                 | 섀시 | 엔진                     | 타이어              | 드라이버           | 1        | 2   | 3   | 4   | 5   | 6        | 7   | 8   | 9   | 10       | 11       | 12       | 13       | 14       | 15       | 16  | 포인트 | WCC |
| ---- | -------------------------------------- | ---- | ------------------------ | ------------------- | ------------------ | -------- | --- | --- | --- | --- | -------- | --- | --- | --- | -------- | -------- | -------- | -------- | -------- | -------- | --- | ------ | --- |
| 1981 | 팀 에식스 로터스 존 플레이어 팀 로터스 | 87   | 코스워스 DFV V8 자연흡기 | 틀:미쉐린 틀:굳이어 |                    | USW      | BRA | ARG | SMR | BEL | MON      | ESP | FRA | GBR | GER      | AUT      | NED      | ITA      | CAN      | CPL      |     | 22*    | 7위 |
| 1981 | 팀 에식스 로터스 존 플레이어 팀 로터스 | 87   | 코스워스 DFV V8 자연흡기 | 틀:미쉐린 틀:굳이어 | 나이절 만셀        |          |     |     |     |     | 리타이어 | 6   | 7   | DNQ | 리타이어 | 리타이어 | 리타이어 | 리타이어 | 리타이어 | 4        |     | 22*    | 7위 |
| 1981 | 팀 에식스 로터스 존 플레이어 팀 로터스 | 87   | 코스워스 DFV V8 자연흡기 | 틀:미쉐린 틀:굳이어 | 엘리오 데 안젤리스 |          |     |     |     |     | 리타이어 | 5   | 6   | DSQ | 7        | 7        | 5        | 4        | 6        | 리타이어 |     | 22*    | 7위 |
| 1982 | 존 플레이어 팀 로터스                  | 87B  | 코스워스 DFV V8 자연흡기 | 틀:굳이어           |                    | RSA      | BRA | USW | SMR | BEL | MON      | DET | CAN | NED | GBR      | FRA      | GER      | AUT      | SUI      | ITA      | CPL | 30**   | 5위 |
| 1982 | 존 플레이어 팀 로터스                  | 87B  | 코스워스 DFV V8 자연흡기 | 틀:굳이어           | 나이절 만셀        | 리타이어 |     |     |     |     |          |     |     |     |          |          |          |          |          |          |     | 30**   | 5위 |
| 1982 | 존 플레이어 팀 로터스                  | 87B  | 코스워스 DFV V8 자연흡기 | 틀:굳이어           | 엘리오 데 안젤리스 | 8        |     |     |     |     |          |     |     |     |          |          |          |          |          |          |     | 30**   | 5위 |

* 이 중 13점은 87로 획득했다. 시즌 중 로터스는 미쉐린에서 굿이어 타이어로 전환했다.

** 87B로는 득점하지 못했다.